# Shrinking Violet
Shrinking Violet är ett album av L.A. Guns som släpptes den första juni 1999. Albumet är bandets enda med sångaren Jizzy Pearl och det sista med basisten Johnny Crypt. 
Producent på albumet är den före detta Guns N' Roses gitarristen Gilby Clarke. 

## Låtlista
1. Girl You Turn Me On
2. Shrinking Violet
3. Dreamtime
4. Barbed Wire
5. I'll Be There
6. California
7. Cherries
8. Decide
9. Big Little Thing
10. It's Hard
11. Bad Whiskey
12. How Many More Times (Led Zeppelin cover)

## Medverkande
- Jizzy Pearl – sång
- Tracii Guns – gitarr
- Johnny Crypt – bas
- Steve Riley – trummor